# Google olvasó
A Google olvasó egy, a Google által fejlesztett és karbantartott webes felületű RSS-olvasó szoftver volt.
A Google olvasóval korlátlan számú hírcsatornát lehetett kezelni és olvasni. Lehetőség volt a hírek csillagozására (eltárolására), megosztására, kategóriákba rendezésére (taggelés). A hírforrásokat OPML formátumból lehetett importálni a programba, valamint ugyanebbe a formátumba exportálni is lehetett őket.

## Fontosabb fejlesztések
- 2005. október 7. A Google Readert hivatalosan bejelentették, fejlesztése a Google Labs keretein belül történik.
- 2006. május 4. Elkészült a Google Reader-gadget is az iGoogle-höz.
- 2006. május 18. Elérhető a Google Reader mobil változata is a https://www.google.com/reader/m[halott link] címen.
- 2006. szeptember 28. Teljesen megújult a felhasználói felület.
- 2007. május 31. Offline feed olvasási lehetőség a Google Gears segítségével.
- 2007. szeptember 5. Bekerült a rég várt keresési funkció.
- 2007. szeptember 18. Az alkalmazás elérhető francia és japán nyelven is, valamint lekerült a Google Labs emblémája a Reader logójáról.
- 2007. december Elemek megosztása, finomítva.[1]
- 2009. augusztus 5. PubSubHubbub-támogatás a megosztott elemek számára[2]
- 2009. október 27. A szolgáltatás elérhető magyar nyelven, Google feedolvasó néven.
- 2011. október 31. A minden Google-szolgáltatást érintő 2011-es vizuális áttervezés keretében[3][4] október 31-én egy új Google Olvasó-felület jelent meg. Az átfogó vizuális változások mellett, a Google+-integráció kedvéért eltörölték a korábbi társas funkciókat („megosztás” és „tetszik” gombok), helyüket a Google+ +1 gombja és a „Megosztás a Google+-on” doboz vette át. Jelenleg a Google olvasó negyedik szociális modellje szerint működik, az első a Google Talk-kapcsolatok használata volt, a második az ismerősök kezelése az Olvasó felületéről, a harmadik a Google Zümm-integráció és a negyedik a Google+.[5][6]
- 2013. július 1. A szolgáltatás megszűnt.[7][8]

## Offline működés
A Google olvasó volt az első alkalmazás, amely kihasználta a Google Gears böngészőkiterjesztés adta lehetőségeket. Azok a felhasználók, akik a kiterjesztést feltelepítették, megtehetik azt, hogy több, mint 2000 hírt olvassanak élő internetkapcsolat nélkül. Amint az internetkapcsolat újra kiépül, a Google olvasó újra szinkronizálja az RSS-híreket.
A szolgáltatást a Google Fiók keretein belül lehetett igénybe venni.